# Lützow (Adelsgeschlecht)

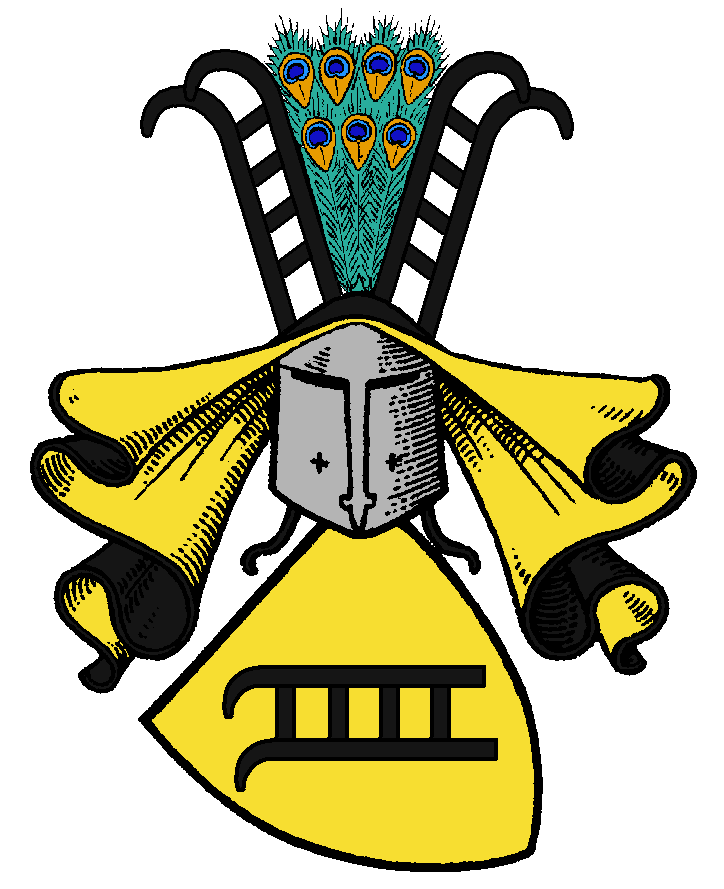
Stammwappen derer von Lützow

Lützow (früher auch Lützau) ist der Name eines alten mecklenburgischen Adelsgeschlechts mit gleichnamigem Stammhaus (heute Dreilützow, Ortsteil der Gemeinde Wittendörp im Amt Wittenburg des Landkreises Ludwigslust-Parchim (Mecklenburg-Vorpommern), nordöstlich der Ortslage der Stadt Wittenburg), das in zwei Linien – Mecklenburg/Preußen und Österreich/Böhmen – geteilt ist.

## Geschichte

### Mecklenburgisch-Preußische Linie
Die mecklenburgisch-preußischen Lützow haben ihr Stammhaus in Dreilützow (heute Ortsteil von Wittendörp bei Wittenburg) und werden urkundlich am 5. November 1287 mit Dominus Johannes de Lutzowe (1287/1316) erstmals erwähnt, mit dem auch die direkte Stammreihe beginnt. In der Erbteilung seiner Söhne fiel das Gut Dreilützow an den jüngsten Sohn Burkhard Lützow (1312/1348), der wie sein Vater zuvor bei den Grafen von Schwerin als landesherrlicher Rat fungierte. Nachdem die Grafschaft Schwerin 1358 an Mecklenburg gelangte, gingen aus diesem Familienzweig mit Burkhard Lützow (1348/1391) und dem Schweriner Amtmann Gumbrecht Lützow (1389/1419) noch zwei herzogliche Räte hervor, verlor danach aber wegen zu geringer Begüterung an landespolitischer Bedeutung.
Zu den alten Besitzungen der Familie zählte ferner das in der Grafschaft Schwerin gelegene Gut Pritzier, welches der mittlere Sohn Johann Lützow (1312/1348) in der Erbteilung erhielt. Außerdem besaß dieser Familienzweig das benachbarte Gut Schwechow. Die landespolitische Bedeutung dieses Familienzweigs war im Spätmittelalter gering, landesherrliche Räte gingen aus ihm überhaupt nicht hervor.
Im Gegensatz zu seinen in der Grafschaft Schwerin verbliebenen Brüdern erhielt des Stammvaters ältester Sohn Wichbert Lützow (1305/1336) die bei Gadebusch in der benachbarten Herrschaft Mecklenburg gelegenen Besitzungen, darunter das Gut Groß Salitz, welches vom Beginn des 14. Jahrhunderts bis 1945 im Besitz der Familie war. Das dortige Gutshaus stammt aus dem 18. Jahrhundert, mit Anbau von 1936. Als Hofmarschall Heinrichs II. von Mecklenburg gehörte Wichbert Lützow zum engsten Kreis dieses aufstrebenden Landesherrn. Außerdem fungierte er als einer von dessen Kriegsunternehmern und erwarb als Lohn für seine Dienste die Vogtei Grabow. Mit diesem Pfandbesitz übernahm die Familie bis zum Ende des 15. Jahrhunderts die Sicherung eines Abschnitts der Landesgrenze gegen Brandenburg. Ihm folgte sein Sohn Johann Lützow (1334/1367) nicht allein als landesherrlicher Rat, sondern ebenso als Marschall Albrechts II. von Mecklenburg nach, womit sich das ursprünglich von den Lützows innegehabte Hofmarschallamt über das Landmarschallamt allmählich zum Erblandmarschallamt fortentwickelte. Johanns Neffe Ludolf Lützow (1362/1387) war wiederum Marschall, herzoglicher Rat und außerdem erfolgreicher mecklenburgischer Kriegsunternehmer, wodurch die Familie zusätzlich in den zeitweiligen Pfandbesitz der Vogtei Wittenburg gelangte. Weitere herzogliche Räte dieses Familienzweigs waren: Friedrich Lützow in Dutzow (1334/1362), Wichbert Lützow in Wittenburg (1369/1414), Johann Lützow in Grabow (1382/1414), Wichbert Lützow in Grabow (1389/1436), Ludolf Lützow in Grabow (1427/1483), Klaus Lützow in Eickhof (1471/1500). Gutsbesitz dieses Familienzweigs befand sich ferner in Dutzow, Bakendorf und Perlin.
Mit dem Tausch der Vogtei Grabow gegen Schloss und Vogtei Eickhof mit Eickelberg im Jahr 1494 haftete die von den Lützows schon lange zuvor innegehabte Erblandmarschallswürde des ritterschaftlichen Mecklenburgischen Kreises fortan an diesem Gut. Damit stellten sie bis 1918 einen von zeitgleich stets drei Erblandmarschällen, die es im alten Mecklenburg gab. Als solcher unterzeichnete Claus Lützow als der Erste der Ritterschaft die Union der Landstände 1523.
Fünf Mitglieder der Familie gehören 1755 zu den Unterzeichnern des Landesgrundgesetzlichen Erbvergleichs:  August Barthold de Lützow, Erblandmarschall Mecklenburgischen Kreises, auf Eickhof, Gottfried August Freyherr von Lützow, auf Holdorf und Carow, Georg Wilhelm Frey- und Edler Herr von Lützow, auf Goldebow und Marsow, Anton Friedrich von Lützow, auf Großen Salitz und Egidius Barthold von Lützow, auf Wolzow.
Im Einschreibebuch des Klosters Dobbertin befinden sich 48 Eintragungen von Töchtern der Familien von Lützow von 1707 bis 1906 aus Eickelberg, Eickhof, Pritzier, Schwechow, Perlin, Pentzlin, Groß Salitz, Groß Rentzow und Tessin bei Wittenburg zur Aufnahme in das dortige Damenstift.

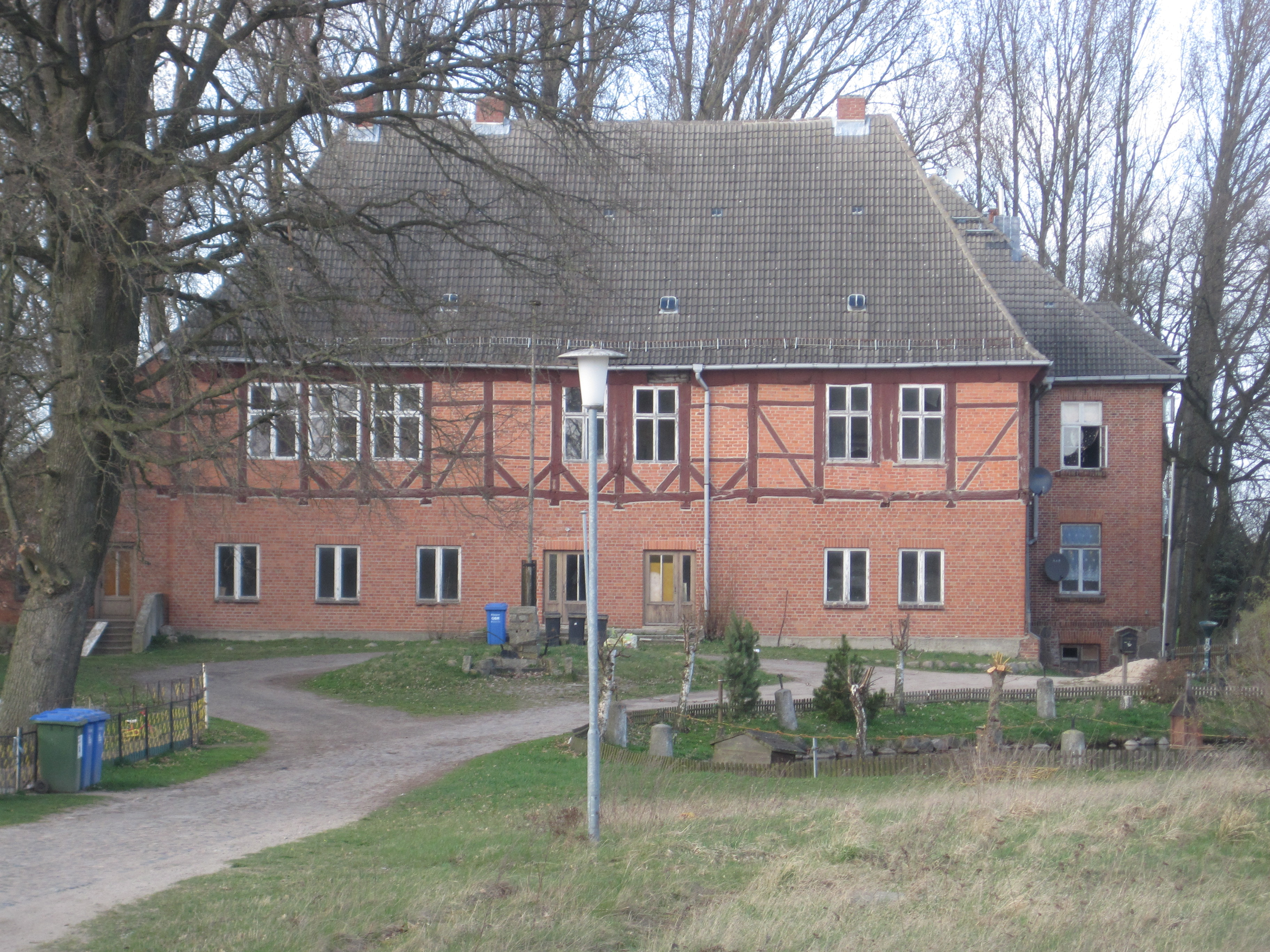
Groß Salitz
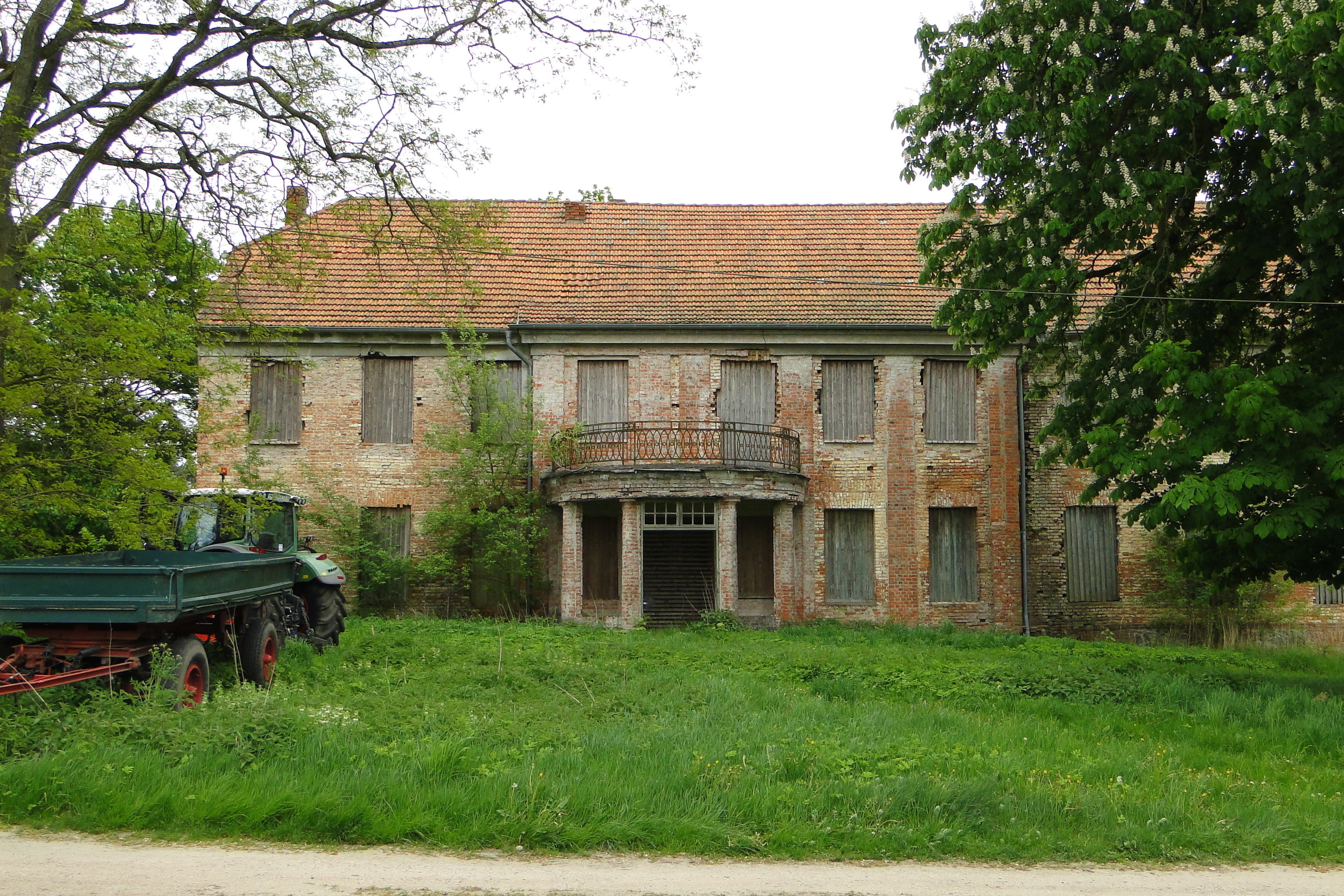
Eickelberg

Der Reichshofrat und kaiserliche Diplomat Kurt von Lützow aus dem Haus Goldenbow erhielt mit Diplom vom 18. Dezember 1643 für sich und seine Nachkommen durch Kaiser Ferdinand III. die Erhebung in den Reichsfreiherrnstand.
In Preußen wurde am 6. August 1869 für Kurt von Lützow und am 9. Januar 1884 für Leo von Lützow, preußischer Kammergerichtsrat, durch Allerhöchste Kabinettordres die Führung des Freiherrentitels genehmigt. Aus dem Ast Dutzow, der die Schreibweise Lützau führt, wurde Hugo von Lützau, dänischer Kammerjunker, am 18. Dezember 1651 in den dänischen Adel aufgenommen.
Zu dieser Linie gehören:
- Johann von Lützow († 1551), Dompropst von Ratzeburg und Schwerin
- Kurt von Lützow († 1670), auf Goldenbow, Reichshofrat
- Ignatius Joseph von Lützow (1695–1745), Domherr in Lübeck
- Johann Conrad Joseph von Lützow († 1753), Dechant des Stifts St. Mauritz in Münster
- Johann Joachim von Lützow (1728–1792), mecklenburgischer Diplomat und Oberhofmarschall
- Johann Adolph von Lützow (1748–1819), preußischer Generalmajor, Dompropst von Kolberg sowie Kommandant von Berlin, Ritter des Ordens Pour le Mérite
- August von Lützow (Gesandter) (1757–1835), mecklenburg-schwerinscher Oberhofmeister und mecklenburgischer Gesandter am preußischen Hof in Berlin
- Balthasar Friedrich Wilhelm von Lützow (1757–1822), Brigadier der niederländischen Kolonialtruppen, begründete den indonesischen Zweig der Familie
- Friedrich von Lützow (1772–1896), österreichischer Major, Ritter des Militär-Maria-Theresien-Ordens[5]
- Ludwig Adolf Wilhelm Freiherr von Lützow (1782–1834), preußischer Generalmajor (Lützower Jäger), Ritter des Ordens Pour le Mérite
- Leopold von Lützow (1786–1844), preußischer Generalleutnant, Ritter des Ordens Pour le Mérite
- Ludwig von Lützow (1793–1872), mecklenburgischer Staatsmann und Politiker
- Adam Bartold Ludwig von Lützow (1794–1871), oldenburgischer Kammerherr, Mitglied der Versammlung der 34, ab 1862 Freiherr von Lützow gen. v. Dorgelo
- August von Lützow (Gutsbesitzer) (1795–1872) auf Groß Salitz und Tessin, Ehrenbürger von Karlsbad
- August Friedrich Ulrich von Lützow (1800–1879) auf Eickhof, mecklenburgischer Erblandmarschall, Ehrenbürger von Wismar
- Heinrich von Lützow (1807–1879), niederländischer Generalmajor[6], Ehemann von Therese von Bacheracht (1804–1852)
- Louis von Lützow (1831–1882), preußischer Generalmajor
- Carl von Lützow (1832–1897), Kunsthistoriker
- Kurt von Lützow (1836–1907), preußischer Generalmajor
- Ludwig von Lützow (1855–1921), preußischer Generalleutnant
- Henning von Lützow (1862–1941), Generalmajor
- Kurt-Jürgen von Lützow (1892–1961), deutscher Generalleutnant
- Daniel Freiherr von Lützow (* 1974), deutscher Politiker (AfD)

Georg von Lützow war mit Katharina Elisabeth von Lüneburg verheiratet, einer Tochter des Herzogs August der Ältere von Braunschweig und Lüneburg (1568–1636) aus der morganatischen Ehe mit Ilsa Schmedecken.
Ein bürgerlicher Zweig Lützow geht auf den Oberstleutnant a. D. Hans Lebrecht Paul von Lützow aus dem Hause Groß Salitz (* 1. Februar 1848 in Kicin bei Posen), aus seiner Verbindung mit Rosa Zachmann (* 8. Dezember 1861 in Königsbach/Baden), zurück. Seine Enkelin, die Krankenschwester Irene Waltraud Anna Lützow (* 3. März 1917 in Mannheim), nahm am 3. September 1979 ein modifiziertes Stammwappen an, mit Führungsberechtigung für sich und ihre ehelichen Nachkommen im Mannesstamm, 1990 ausgedehnt auf alle männlichen und weiblichen Nachkommen ihres Großvaters.

### Von Lützow genannt von Dorgelo
Der Zweig von Lützow genannt von Dorgelo geht auf den oldenburgischen Kammerherrn (Adam Bartold) Ludwig von Lützow (1794–1871) a.d.H. Wölzow (heute Ortsteil von Wittenburg) zurück. Von seinem Großonkel und Patenonkel, dem oldenburgischen Hofmarschall Adam Levin von Dorgelo (1733–1827) auf Höven war er als Erbe eingesetzt worden. Als „Universalerbe und Substitut für dessen Neffen und nächsten Erben, den am 19. Oktober 1855 ohne männliche Descendenz verstorbenen August Wilhelm Anton von Dorgelo“ erhielt Adam Bartold Ludwig von Lützow durch preußische Kabinettsorder vom 16. Juli 1862 die Erlaubnis zur Fortführung des Freiherrntitels und zur Annahme des Prädikats von Dorgelo. Er und seine Nachkommen nannten sich danach Freiherr von Lützow genannt von Dorgelo.

### Württembergische Linie
Friedrich von Lützow (* 1759 in Schwerin; † 1833 in Stuttgart) begründete die württembergische Linie. Er war württembergischer Wirklicher Geheimer Rat und Kammerherr, Oberforstmeister und Oberjägermeister, sowie Großkreuz des Zivilverdienstordens. Verheiratet war er mit Friederike Charlotte von Franquemont, einer natürlichen Tochter des Herzogs Carl Eugen von Württemberg († 1793) und der italienischen Sängerin Franchini. Beider Sohn Friedrich Carl Franz Christian von Lützow (* 1791 in Urach; † 1850 in Cannstatt), war württembergischer Oberforstmeister zu Urach und wurde am 16. Februar 1843 mit dem Freiherrentitel in die Personalmatrikel des nichtbegüterten Adels im Königreich Württemberg aufgenommen. Aus seiner Ehe mit Karoline von Ellrichshausen, Tochter des Freiherrn Karl Gottfried von Ellrichshausen, Herr auf Jagstheim, und der Luise von Falkenhausen, stammte Freiherr Maximilian Philipp von Lützow (1832–1870), gefallen in der Zweiten Schlacht bei Villiers. Er war württembergischer Hauptmann und Kompaniechef im 1. Infanterie-Regiment „Königin Olga“. Aus seiner Ehe mit Eugenie Stiefel, Tochter des Karl von Stiefel (1813 württembergischer Personaladel als Ritter des Militärverdienstordens), württembergischer Major und Bataillonskommandeur im 8. Württembergischen Infanterie-Regiment, stammte der Ehrenritter des Johanniterordens, Freiherr Alfred Maximilian von Lützow (1867–1924), württembergischer Oberst, im Ersten Weltkrieg Kommandeur des Landwehr-Regiments Nr. 122 und stellvertretender Führer der 54. Landwehr-Brigade, der mit Anna Federer, Tochter des Adolf Federer, Bankier und Honorarkonsul von Argentinien, verheiratet war. Beider Sohn war der im Jahr 1900 in Stuttgart geborene Bankbeamte Maximilian Alfred Freiherr von Lützow, der 1970 in Bad Godesberg starb. Sein Sohn Konrad Freiherr von Lützow heiratete 1958 in das Geschlecht von Mühlen ein, weshalb er 1961 die Aufnahme in die Frankfurter Patriziergesellschaft Alten Limpurg erlangte.

### Österreichisch-Böhmische Linie (Dreilützow-Seedorf)
Zur Zeit der Reformation wanderte ein Teil der Familie (benannt nach Gut Seedorf am Schaalsee), die den katholischen Glauben im mittlerweile strikt protestantischen Mecklenburg nicht aufgeben wollte, in die kaiserlichen Erblande nach Böhmen aus.
Am 13. Februar 1692 wurde sie in den Reichsgrafenstand für den kaiserlichen Kammerherrn Gottfried Freiherr von Lützow, Gutsherr auf Tuppau (Duppau) und Sachsengrün (Duppauer Gebirge) erhoben.
Zu dieser Linie gehören:
- Franz von Lützow (1849–1881), österreichischer Diplomat und Schriftsteller
- Heinrich von Lützow (1852–1935), k.u.k. Diplomat
- Franz von Lützow (1849–1916), österreichischer und böhmischer Historiker
- Johann Gottfried von Lützow (1742–1822), österreichischer General
- Rudolf von Lützow (1780–1858), österreichischer Staatsmann, Sohn von Johann Gottfried.

## Wappen

### Stammwappen
Das ursprüngliche Stammwappen zeigt in Gold schrägrechts eine viersprossige schwarze Leiter (älteste bekanntes Siegel vom 23. Juni 1313). Dasselbe Wappen führte das stammverwandte mecklenburgische Adelsgeschlecht Goldenbow. Ein Siegel des Johannes Lützow zu Grabow von 1456 zeigt als Helmzier einen einfachen Vogelflug. Erstmals urkundlich 1483 erscheinen auf dem gekrönten Helm der Ursprung der drei natürlichen Pfauenfedern, nämlich drei Federn, vielleicht Reiherfedern. In der nachfolgenden Zeit tritt auf Grabsteinen, Siegeln, Glasmalereien und anderen bildlichen Wiedergaben statt der drei Pfauenfedern zuweilen ein einreihiger Pfauenwedel mit bis zu acht Augen, manchmal sogar ein doppelter, aus zwei Reihen bestehender Pfauenwedel auf; seltener treten an die Stelle der Pfauenfedern auch drei Straußenfedern. Lisch erwähnt 1846: „Die von Lützow führen ebenfalls einen breiten Pfauenwedel auf dem Helme.“ Mit der alten Leiterform, drei Pfauenfedern und mit schwarz-goldenen Decken seit 1926 wieder einheitlich geführt.
Gegen Ende des 16. Jahrhunderts wurde die Darstellung einer schrägrechten viersprossigen schwarzen Sturmleiter (mit umgebogenen Enden zum Einhaken in die zu erstürmende Festungsmauer) üblich. Auf dem Helm mit schwarz-goldenen (auch schwarz-golden-roten) Decken eine niedrige dreimal gezinnte rote Mauer (wohl als Ergänzung zu der Sturmleiter), aus der drei natürliche Pfauenfedern zwischen (1578) zwei Sturmleitern; später zwischen zwei abhängenden silbernen (auch schwarzen) Lilien an grünen Stängeln wachsen. Die Lilien sind wohl eine historische Fehlinterpretation eines Aufrisses oder einer Bildhauerarbeit von 1578, wobei es sich eigentlich um Helmdeckenzipfel handelte, was dann als neues Element zum Bestandteil des Wappens wurde. 1612 wurde als Zutat, die nur 1802 eine Entsprechung fand, zusätzlich zwei golden-schwarz geteilte Büffelhörner auf dem Stammhelm dargestellt.

### Grafenwappen
Das vermehrte reichsgräfliche Wappen (Erhebung 1692) der Linie zu Drei-Lützow und Seedorf ist gräflich gekrönt und geviert mit gekröntem Herzschild: Feld 1: in Gold ein gekrönter schwarzer Doppeladler, Feld 2 und 3: in Blau eine rote, gefugte Zinnenmauer, deren mittlere Zinne von dreien mit einem Pfauenfederbusch besteckt ist (Stammhelmzier bezeichnend), Feld 4: in Gold ein silberner Geharnischter, in der Rechten ein Schwert haltend, in der Linken einen roten, golden eingefassten Schild, Herzschild: in Gold eine schräggestellte viersprossige schwarze Sturmleiter (Stammwappen). Drei gekrönte Helme: Helm 1 (Mitte): Zwischen zwei halben (senkrecht gespaltenen) auswärts geneigten viersprossigen schwarzen Sturmleitern ein natürlicher Pfauenwedel (Stammhelmvariante), Helm 2 (rechts): ein schwarzer Doppeladler, Helm 3 (links): ein silberner Geharnischter, in der Rechten ein Schwert haltend, in der Linken einen roten, golden eingefassten Schild, zwischen zwei schwarz-golden übereck geteilten Büffelhörnern. Helmdecken schwarz-golden.

### Freiherrenwappen
Das vermehrte freiherrliche Wappen (Erhebung 1786) ist geviert mit Herzschild: Feld 1 und 4: in Gold eine schräggestellte viersprossige schwarze Sturmleiter (Stammwappen), Feld 2 und 3: in Silber ein rotes Mühlrad, Herzschild: in Silber eine pfahlweise gestellte viersprossige schwarze Sturmleiter. Zwei Helme: Helm 1 (rechts): Über einer roten Zinnenmauer ein natürlicher Pfauenschweif zwischen zwei an gekrümmten silbernen Stängeln herabhängenden schwarzen Lilien (Stammhelm), Helm 2 (rechts): eine wachsende silberne Bracke zwischen einem goldenen Flug. Helmdecken rechts schwarz-golden, links rot-silbern.
Dieses Wappen ist der Erhebung von Oberstleutnant Sigismund von Lützow in den Reichsfreiherrenstand am 10. Februar 1786 zugeordnet.

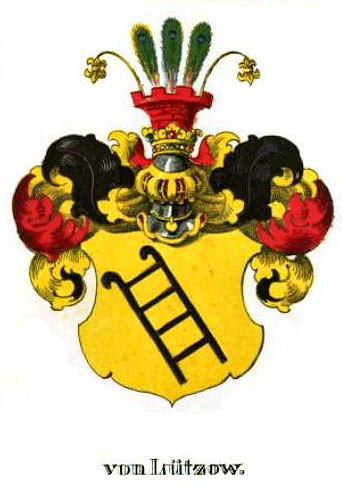
Wappen derer von Lützow (16. Jahrhundert)
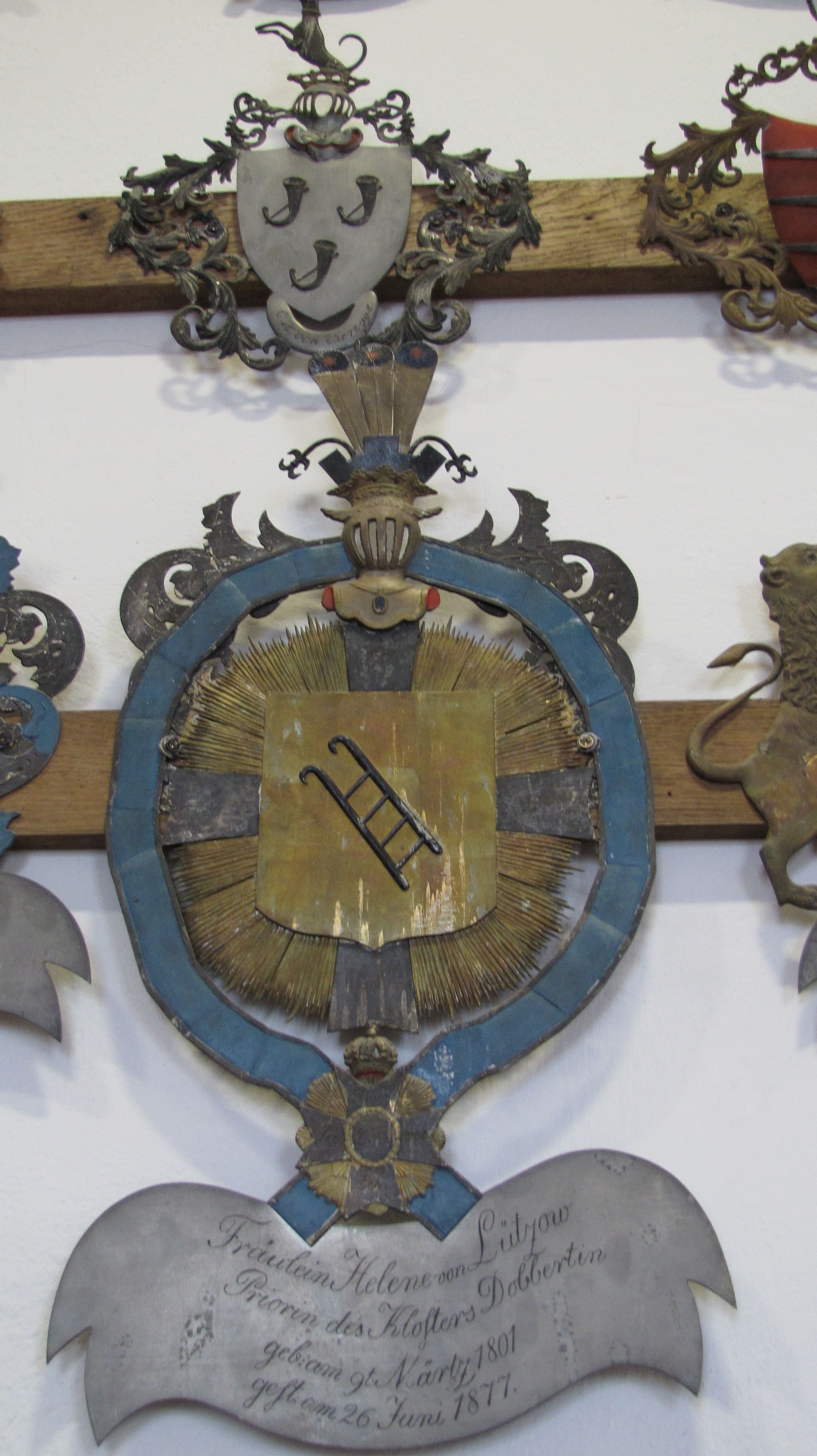
Wappen der Helene von Lützow, Priorin im Kloster Dobbertin
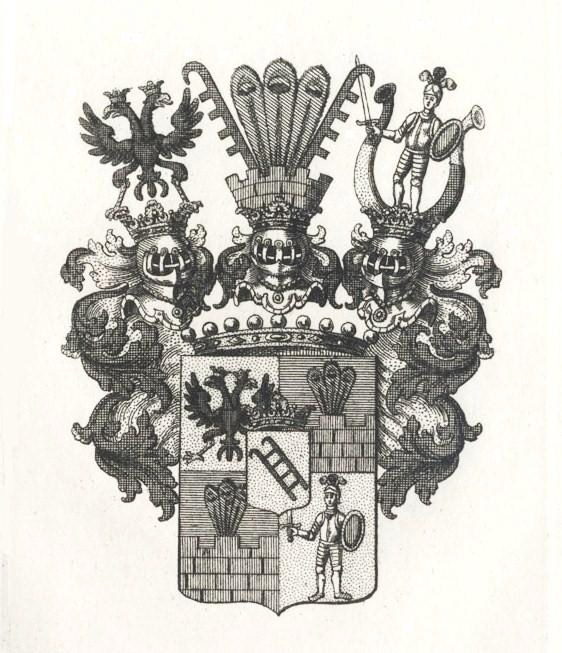
Reichsgräfliches Wappen
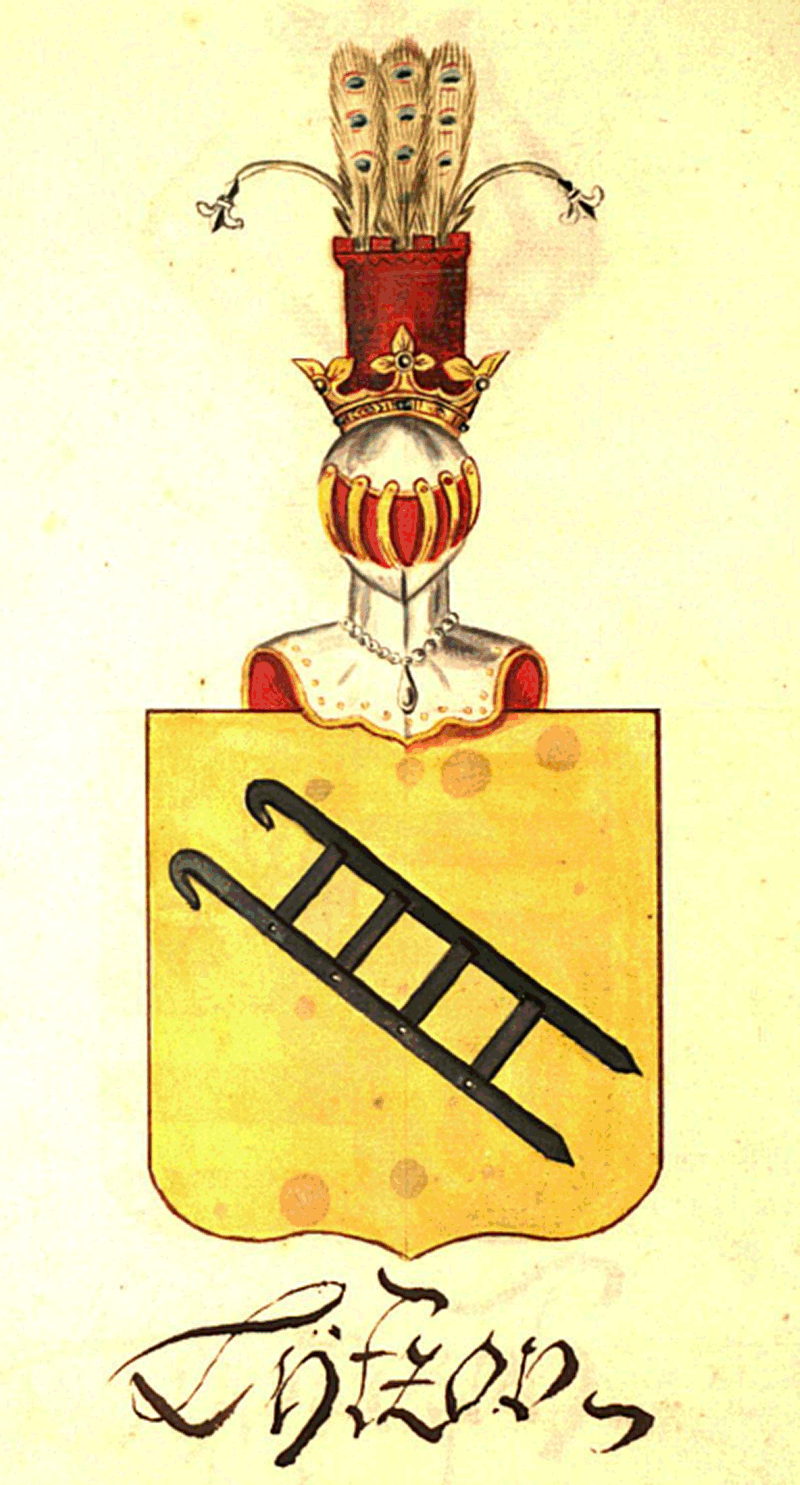
„Wappen Schleswig-Holsteinischer, Dänischer und anderer adeliger Familien“

### Bastardwappen
Das vom Heraldiker Ottfried Neubecker entworfene Bastardwappen (1979) zeigt im golden-schwarz schräglinks geteilten Schild eine schrägrechts gelegte Sturmleiter in verwechselten Farben. Auf dem Helm mit schwarz-goldenen Decken eine schwarze Zinnenmauer, darauf drei natürliche Pfauenfedern zwischen zwei grüngestielten herunterhängenden silbernen heraldischen Lilien.
Dieses dem adeligen Stammwappen ähnliche Wappen nahm Irene Waltraud Anna Lützow (* am 3. März 1917 in Mannheim), Enkelin des Oberstleutnants a. D. Hans Lebrecht Paul von Lützow aus dem Hause Groß Salitz (* 1. Februar 1848 in Kicin bei Posen) aus seiner Verbindung mit Rosa Zachmann (* 8. Dezember 1861 in Königsbach/Baden), am 3. September 1979 neu an, mit Führungsberechtigung für sich und ihre ehelichen Nachkommen im Mannesstamm, 1990 ausgedehnt auf alle männlichen und weiblichen Nachkommen ihres Großvaters.

## Genealogie
- GGT / Der Gotha. (Redaktion und Druck jeweils im Vorjahr / Auszug):
  - (Gothaisches) Genealogisches Taschenbuch der deutschen gräflichen Häuser auf das 1829. Fünfter Jahrgang, Justus Perthes, Gotha 1828, S. 160 f.
  - Gothaisches genealogisches Taschenbuch der freiherrlichen Häuser auf das Jahr 1860. S. 514 ff.
  - Gothaisches Genealogisches Taschenbuch der Freiherrlichen Häuser 1877. Siebenundzwanzigster Jahrgang, Justus Perthes, Gotha 1876, S. 527 f.
  - Gothaisches Genealogisches Taschenbuch der Adeligen Häuser 1901. Zweiter Jahrgang, Justus Perthes, Gotha 1900, S. 584 ff., f. u. a.
  - Gothaisches Genealogisches Taschenbuch der Uradeligen Häuser 1918. Neunzehnter Jahrgang, Justus Perthes, Gotha 1917,  S. 527 ff., In: Internet Archive
  - Gothaischer Genealogischen Taschenbuch der Freiherrlichen Häuser. Zugleich Adelsmatrikel der D.A.G. Teil A (Uradel). 1940. 90. Jg., Justus Perthes, Gotha 1939, S. 356 f.
  - Gothaischer Genealogischen Taschenbuch der Adeligen Häuser. Zugleich Adelsmatrikel der D.A.G. Teil A (Uradel). 1941. 40. Jg., Justus Perthes, Gotha 1940. Siehe: FamilySearch (Kostenfrei).
  - Gothaischer Genealogischen Taschenbuch der Gräflichen Häuser. Zugleich Adelsmatrikel der D.A.G. Teil A (Uradel). 1942. 115. Jg., Justus Perthes, Gotha 1941, S. 340 f.
- GHdA. Hrsg. Deutsches Adelsarchiv: Hans Friedrich von Ehrenkrook, Jürgen von Flotow, Friedrich Wilhelm Euler, Walter von Hueck, Klaus von Andrian-Werburg, Christoph Franke, Gottfried Graf Fincke von Finckenstein. Et. al. ISSN 0435-2408, (Auszug):
  - Genealogisches Handbuch des Adels. Gräfliche Häuser A (Uradel). Band III, Band 18 der Gesamtreihe GHdA, C. A. Starke, Glücksburg (Ostsee) 1958, S. 261 f.
  - Genealogisches Handbuch des Adels. Adelige Häuser A. Band XXI, Band 98 der Gesamtreihe GHdA, C. A. Starke, Limburg (Lahn) 1990, S. 261 f.
  - Genealogisches Handbuch des Adels. Adelslexikon. Band VIII, Band 113 der Gesamtreihe GHdA, C. A. Starke, Limburg (Lahn) 1997, S. 114–117.